# Оберрод
Оберрод (нім. Oberrod) — громада в Німеччині, розташована в землі Рейнланд-Пфальц. Входить до складу району Вестервальд. Складова частина об'єднання громад Реннерод.
Площа — 6,72 км2. Населення становить 624 ос. (станом на 31 грудня 2020).